# Андреевская церковь (Палкеала)
Церковь святого Андрея Первозванного и святой Марии Магдалины — утраченный православный храм в деревне Палкеала Выборгской губернии (ныне деревня Замостье Приозерского района Ленинградской области).
Была построена на деньги петербургского купца Русанова и освящена 3 октября 1865 года. Архитектор Карпов. Церковь принадлежала Финляндской епархии. Была разрушена в 1940 году. В 1993 году. на месте церкви был установлен памятник.

## Настоятели
- Зотиков Иоанн Петрович, священник, (с 1867)
- Соловьев Николай Тимофеевич, священник, (с 1889)
- Окулов Николай Сергеевич, священник, (с 1915)

## Псаломщики
- Алвианский Владимир Николаевич (с 12 ноября 1915)